# أبو راقة
أبو راقة قرية تقع في منطقة السكوت في غربي النيل يحدها من الشمال قرية حميد ومن الجنوب قرية قبة سليم، ومن الشرق نهر النيل ومن الغرب الصحراء الكبرى.

## النشاط السكاني
- الزراعة : الأراضي التي تصلح للزراعة قليلة، لذا يزرع الكثير من السكان في الجزر النيلية الزراعية المجاورة للقرية من الشرق.[1]
- الرعي : يمارسه قليل من السكان.

## أقرب المدن
أقرب المدن للقرية عبري، ويذهب أهل القرية بالمراكب إلى الجهة الشرقية للنيل، ذلك لأن غالب ما يشترونه من حاجيات منزلية من سوق مدينة عبري.

## أقرب الجزر السكنية
- جزيرة نلوتى.
- جزيرة وايسي .
- جزيرة صاي .